# Powiat Böblingen
Powiat Böblingen (niem. Landkreis Böblingen) – powiat w Niemczech, w kraju związkowym Badenia-Wirtembergia, w rejencji Stuttgart, w regionie Stuttgart. Stolicą powiatu jest miasto Böblingen. Sąsiaduje z powiatami: Ludwigsburg, Esslingen, Reutlingen, Tybinga oraz Stuttgartem – miastem na prawach powiatu.

## Podział administracyjny
W skład powiatu Böblingen wchodzi:
- dziewięć gmin miejskich (Stadt)
- 17 gmin wiejskich (Gemeinde)
- jedna wspólnota administracyjna (Vereinbarte Verwaltungsgemeinschaft)
- pięć związków gmin (Gemeindeverwaltungsverband)

Miasta:
| Lp. | Nazwa miasta   | Ludność (31.12.2010) | Powierzchnia km² |
| --- | -------------- | -------------------- | ---------------- |
| 1   | Böblingen      | 46.488               | 39,04            |
| 2   | Herrenberg     | 31.292               | 65,71            |
| 3   | Holzgerlingen  | 12.722               | 13,38            |
| 4   | Leonberg       | 45.098               | 48,73            |
| 5   | Renningen      | 17.291               | 31,13            |
| 6   | Rutesheim      | 10.249               | 16,24            |
| 7   | Sindelfingen   | 60.445               | 50,85            |
| 8   | Waldenbuch     | 8.527                | 22,70            |
| 9   | Weil der Stadt | 18.864               | 43,17            |

Gminy wiejskie:
| Lp. | Nazwa gminy       | Ludność (31.12.2010) | Powierzchnia km² |
| --- | ----------------- | -------------------- | ---------------- |
| 1   | Aidlingen         | 9.033                | 26,56            |
| 2   | Altdorf           | 4.544                | 17,47            |
| 3   | Bondorf           | 5.861                | 17,55            |
| 4   | Deckenpfronn      | 3.168                | 11,42            |
| 5   | Ehningen          | 7.903                | 17,80            |
| 6   | Gärtringen        | 12.116               | 20,21            |
| 7   | Gäufelden         | 9.312                | 20,07            |
| 8   | Grafenau          | 6.516                | 13,04            |
| 9   | Hildrizhausen     | 3.593                | 12,17            |
| 10  | Jettingen         | 7.571                | 29,12            |
| 11  | Magstadt          | 8.793                | 19,13            |
| 12  | Mötzingen         | 3.678                | 8,15             |
| 13  | Nufringen         | 5.389                | 10,04            |
| 14  | Schönaich         | 9.679                | 14,16            |
| 15  | Steinenbronn      | 6.089                | 9,72             |
| 16  | Weil im Schönbuch | 9.777                | 26,14            |
| 17  | Weissach          | 7.398                | 22,14            |

Wspólnoty administracyjne:
| Lp. | Nazwa wspólnoty administracyjnej | Ludność (31.12.2010) | Powierzchnia km² | Liczba gmin |
| --- | -------------------------------- | -------------------- | ---------------- | ----------- |
| 1   | Herrenberg                       | 39.849               | 87,17            | 3           |

Związki gmin:
| Lp. | Nazwa związku gmin      | Ludność (31.12.2010) | Powierzchnia km² | Liczba gmin |
| --- | ----------------------- | -------------------- | ---------------- | ----------- |
| 1   | Aidlingen/Grafenau      | 15.549               | 39,60            | 2           |
| 2   | Gärtringen/Ehningen     | 20.019               | 38,01            | 2           |
| 3   | Holzgerlingen           | 20.859               | 43,03            | 3           |
| 4   | Oberes Gäu              | 26.422               | 66,89            | 4           |
| 5   | Waldenbuch-Steinenbronn | 14.616               | 32,42            | 2           |